# Leganiel
Leganiel è un comune spagnolo di 189 abitanti situato nella comunità autonoma di Castiglia-La Mancia.